# Rui Madeira
Rui Adelino Pinto Madeira (ur. 1 marca 1969 w Almadzie) – portugalski kierowca rajdowy. W swojej karierze wywalczył mistrzostwo Production Car WRC oraz dwukrotnie mistrzostwo Portugalii grupie N.
Swój debiut rajdowy Madeira zaliczył w 1989 roku. W 1992 roku zadebiutował w Rajdowych Mistrzostwach Świata. Pilotowany przez Nuna da Silvę i jadący Citroënem AX Sport nie ukończył wówczas Rajdu Portugalii z powodu awarii układu kierowniczego. W 1994 roku jadąc Fordem Sierrą RS Cosworth 4x4 zdobył pierwsze 2 punkty do klasyfikacji generalnej Mistrzostw Świata w karierze, gdy zajął 9. pozycję w Rajdzie Portugalii. W 1995 roku startował samochodem Mitsubishi Lancer Evo 2. Zdobył 7 punktów w MŚ, a także sięgnął po tytuł mistrza serii Production Car WRC, dzięki zwycięstwom w Rajdzie Portugalii, Korsyki, Katalonii i Wielkiej Brytanii. W 1996 roku startując Toyotą Celiką GT-Four trzykrotnie zdobywał punkty w MŚ (łącznie 7). Z kolei w 1997 roku zajął 6. pozycję w Rajdzie Katalonii, najwyższą w swojej karierze. Był to też ostatni rajd, w którym Madeira zajmował punktowaną pozycję w MŚ. Od 1992 do 2007 roku wystąpił w 28 rajdach MŚ i zdobył w nich łącznie 17 punktów.
Swoje sukcesy Madeira osiągał także na rodzimych trasach, w Portugalii. W latach 1992 i 1994 jako kierowca Forda Sierry RS Cosworth 4x4 iMitsubishi Lancera Evo 2 wywalczył mistrzostwo Portugalii w grupie N.

## Występy w mistrzostwach świata
| Sezon | Zespół                           | Samochód                                 | 1       | 2       | 3          | 4       | 5         | 6         | 7             | 8             | 9             | 10              | 11            | 12                       | 13              | 14              | 15       | 16              | Punkty | Miejsce |
| ----- | -------------------------------- | ---------------------------------------- | ------- | ------- | ---------- | ------- | --------- | --------- | ------------- | ------------- | ------------- | --------------- | ------------- | ------------------------ | --------------- | --------------- | -------- | --------------- | ------ | ------- |
| 1992  | Rui Madeira                      | Citroën AX Sport                         | Monako  | Szwecja | NU         | Kenia   | Francja   | Grecja    | Nowa Zelandia | Argentyna     | Finlandia     | Australia       | Włochy        | Wybrzeże Kości Słoniowej | Hiszpania       | Wielka Brytania |          |                 | 0      | -       |
| 1993  | Rui Madeira                      | Ford Sierra RS Cosworth 4x4              | Monako  | Szwecja | NU         | Kenia   | Francja   | Grecja    | Argentyna     | Nowa Zelandia | Finlandia     | Australia       | Włochy        | Hiszpania                | Wielka Brytania |                 |          |                 | 0      | -       |
| 1994  | Rui Madeira                      | Ford Sierra RS Cosworth 4x4              | Monako  | 9       | Kenia      | Francja | Grecja    | Argentyna | Nowa Zelandia | Finlandia     | Włochy        | Wielka Brytania |               |                          |                 |                 |          |                 | 2      | 45.     |
| 1995  | Team Mitsubishi Ralliart Germany | Mitsubishi Lancer Evo 2                  | 12      | Szwecja | 9          | 18      | 10        | NU        | 11            | 7             |               |                 |               |                          |                 |                 |          |                 | 7      | 11.     |
| 1996  | H.F. Grifone                     | Toyota Celica GT-Four                    | Szwecja | Kenia   | Indonezja  | NU      | 8         | 9         | Australia     | NU            | 9             |                 |               |                          |                 |                 |          |                 | 7      | 19.     |
| 1997  | H.F. Grifone                     | Toyota Celica GT-Four Toyota Corolla WRC | Monako  | Szwecja | Kenia      | 15      | 6         | Francja   | Argentyna     | Grecja        | Nowa Zelandia | Finlandia       | Indonezja     | Włochy                   | Australia       | Wielka Brytania |          |                 | 1      | 26.     |
| 1998  | Subaru Allstars                  | Subaru Impreza 555                       | Monako  | Szwecja | Kenia      | 9       | 10        | Francja   | Argentyna     | 7             | Nowa Zelandia | 19              | NU            | Australia                | Wielka Brytania |                 |          |                 | 0      | -       |
| 1999  | Procar                           | Subaru Impreza WRC                       | Monako  | Szwecja | Kenia      | 9       | Hiszpania | Francja   | Argentyna     | Grecja        | Nowa Zelandia | Finlandia       |               | Włochy                   | Australia       | Wielka Brytania |          |                 | 0      | -       |
| 2000  | Seat Hertz Team                  | Seat Córdoba WRC E2                      | Monako  | Szwecja | Kenia      | 14      | Hiszpania | Argentyna | Grecja        | Nowa Zelandia | Finlandia     | Cypr            | Francja       | Włochy                   | Australia       | Wielka Brytania |          |                 | 0      | -       |
| 2001  | Ford Galp Racing                 | Ford Focus WRC                           | Monako  | Szwecja | Portugalia | 11      | Argentyna | Cypr      | Grecja        | Kenia         | Finlandia     | Nowa Zelandia   | Włochy        | Francja                  | Australia       | Wielka Brytania |          |                 | 0      | -       |
| 2007  | Arvidal Racing                   | Mitsubishi Lancer Evo 9                  | Monako  | Szwecja | Norwegia   | Meksyk  | DK        | Argentyna | Włochy        | Grecja        | Finlandia     | Niemcy          | Nowa Zelandia | 27                       | Francja         | Japonia         | Irlandia | Wielka Brytania | 0      | -       |